# Yoshiya Kakimoto
Yoshiya Kakimoto (柿本善也, Kakimoto Yoshiya) és un polític japonés que va exercir com a quart governador democràtic de la prefectura de Nara des de 1991 fins a 2007. Kakimoto va ser substituït com a governador per en Shōgo Arai. A més d'això ha treballat com a funcionari del Ministeri d'Afers Interns i com a vice-governador de Nara des de 1990 fins al 1991. El 2009 fou receptor del Gran Cordó de l'Orde del Sol Naixent.
Yoshiya Kakimoto va nàixer el 7 de febrer de 1938 a la ciutat de Yamato-Takada, a la prefectura de Nara. Després de fer els seus estudis bàsics a la seua ciutat natal, Kakimoto es diplomà a la facultat de dret de la Universitat de Tòquio l'any 1961. Kakimoto va treballar com a funcionari del Ministeri d'Afers Interns fins al 1990, quan va ser nomenat vice-governador de Nara durant un any. L'any 1991, Kakimoto es presentà a les eleccions a governador de Nara, guanyant-les i substituint així a Shigekiyo Ueda, al càrrec des de 1980. Un dels darrers projectes del governador Kakimoto al càrrec va ser la celebració prevista per al 2010 del 1300 aniversari de la designació de Heijō (Nara) com a capital nacional del Japó. L'any 2007 Kakimoto va anunciar repentinament que no es presentaria a les properes eleccions a governador, designant com a successor directe seu a Shōgo Arai, qui més tard es desmarcaria de la corrupció de Kakimoto afirmant que "ell no era successor de ningú".
Yoshiya Kakimoto va esdevindre governador just quan la bambolla econòmica japonesa va esclatar. El desembre de 1997 es va descobrir un cas d'apropiació indebida de cabdals públics en matèria de dietes per part del govern prefectural, resultant directament implicats alguns alts funcionaris i el propi governadors, els quals eludiren la presó gràcies a que retornaren els diners dels seus fons econòmics personals. A principis de la dècada de 2000 eixiren a la llum nombrosos casos de corrupció relacionats amb obres deficitàires i sobrecostos, així com atemptats contra el patrimoni històric.